# Supercoppa italiana 1989
Supercoppa italiana 1989 byl druhý ročník soutěže o trofej Supercoppa italiana, tedy o italský fotbalový Superpohár. Střetly se v něm týmy FC Inter Milán jakožto vítěz Serie A ze sezony 1988/89 a celek UC Sampdoria, který se ve stejné sezoně (tj. 1988/89) stal vítězem italského fotbalového poháru Coppa Italia.
Zápas se odehrál 29. listopadu 1989 v italském městě Milán na Stadio Giuseppe Meazza. Zápas vyhrál klub FC Inter Milán.

## Detaily zápasu
| 29. 11. 1989          |        |              |                                                                    |
| FC Inter Milán        | 2 : 0  | UC Sampdoria | Stadio Giuseppe Meazza, Milán diváci: 7 221 rozhodčí: Carlo Longhi |
| Cucchi 37' Serena 86' | Report |              | Stadio Giuseppe Meazza, Milán diváci: 7 221 rozhodčí: Carlo Longhi |

| FC Inter Milán | UC Sampdoria |

| G                   | 1  | Walter Zenga        |
| D                   | 2  | Giuseppe Baresi     |
| D                   | 3  | Andreas Brehme      |
| C                   | 4  | Gianfranco Matteoli |
| D                   | 5  | Giuseppe Bergomi    |
| D                   | 6  | Corrado Verdelli    |
| C                   | 7  | Alessandro Bianchi  |
| C                   | 8  | Nicola Berti        |
| A                   | 9  | Dario Morello       |
| C                   | 10 | Enrico Cucchi       |
| A                   | 11 | Aldo Serena         |
| Trenér:             |    |                     |
| Giovanni Trapattoni |    |                     |

| G              | 1  | Gianluca Pagliuca   |  |     |
| D              | 2  | Moreno Mannini      |  |     |
| D              | 3  | Giovanni Invernizzi |  |     |
| C              | 4  | Fausto Pari         |  |     |
| D              | 5  | Pietro Vierchowod   |  |     |
| D              | 6  | Srečko Katanec      |  | 45' |
| C              | 7  | Attilio Lombardo    |  | 57' |
| C              | 8  | Toninho Cerezo      |  |     |
| A              | 9  | Gianluca Vialli     |  |     |
| A              | 10 | Roberto Mancini     |  |     |
| C              | 11 | Giuseppe Dossena    |  |     |
| Náhradníci:    |    |                     |  |     |
| C              | 13 | Amedeo Carboni      |  | 57' |
| A              | 14 | Víctor Muñoz        |  | 45' |
| Trenér:        |    |                     |  |     |
| Vujadin Boškov |    |                     |  |     |